# Maternal Instinct (Stargate SG-1)
Maternal Instinct (Instinto Maternal) es el vigésimo episodio de la tercera temporada de la serie de televisión de ciencia ficción Stargate SG-1, y el sexagésimo cuarto capítulo de toda la serie.

## Trama
Bra'tac llega al SGC e informa que Apophis sigue con vida, y que ahora comanda las fuerzas de Sokar, convirtiéndose en el más poderoso Goa'uld. Él atacó recientemente Chulak, buscando al niño Hacersis, el cual fue ocultado por Sha're en Kheb, un legendario planeta que Bra’tac dice conocer por las leyendas Jaffa.
El SG-1, SG-2, y Bra'tac viajan entonces a aquel mundo. Mientras el SG-2 vigila el Stargate, el resto avanza y llegan a un templo, donde un joven monje practica una filosofía parecida al Budismo. Mientras Daniel se queda aprendiendo del Monje, el resto descubre que las Fuerzas de Apophis van a atacar el planeta. Luego, mientras el resto se prepara para luchar contra las tropas enemigas, Daniel descubre que una entidad, llamada Oma Desala, o también “La Madre Naturaleza”, cuida al niño Harcesis. 
Los Jaffa alcanzan el templo y matan al monje. En ese momento, Daniel le dice al SG-1 que suelten sus armas, porque si las usan van a enfurecer a Oma Desala, una Antigua ascendida. A pesar de sus dudas, el equipo le hace caso a Daniel, y queda a merced de los Jaffa. Estos entonces les disparan, pero una luz absorbe los disparos antes de que alcancen al SG-1, y luego, del cielo caen rayos que destruyen las naves e incineran a los Jaffa. Luego de esto, el equipo presencia como el monje “asciende” (se convierte en algún tipo luminoso de energía) y después ven como Oma Desala se lleva al bebé Harcesis, con el consentimiento de Daniel, a algún lugar desconocido usando el Stargate.

## Artistas invitados
- Tony Amendola como Bra'tac.
- Terry Chen como Monje.
- Aaron Douglas como Moac.
- Steve Bacic como el Mayor Coburn.
- D. Harlan Cutshall como Comandante Jaffa.
- Carla Boudreau como Oma Desala.